# James Whale
Pour les articles homonymes, voir Whale.
James Whale, né le 22 juillet 1889 à Dudley dans le Worcestershire en Angleterre au Royaume-Uni et mort le 29 mai 1957 à Hollywood à Los Angeles (États-Unis), est un réalisateur britannique.
Il est connu pour ses films d'horreur et de science-fiction : Frankenstein (1931) ; Une soirée étrange (1932) ; L'Homme invisible (1933) ; La Fiancée de Frankenstein (1935), ainsi que pour la comédie musicale Show Boat (1936).

## Biographie
Né le 22 juillet 1889 dans une famille ouvrière en Angleterre, James Whale doit arrêter sa scolarité à l'âge de treize ans pour travailler. Jonglant avec les petits boulots, il se découvre peu à peu une passion pour le dessin et la peinture. La Première Guerre mondiale éclate alors qu'il n'a pas 25 ans. Engagé dans l'armée, il est fait prisonnier par l'armée allemande. Interné dans un camp, il découvre le plaisir du théâtre amateur. Cette expérience est pour lui une révélation.
À la fin de la guerre, il devient dessinateur humoristique dans la presse et entame une carrière de décorateur pour le théâtre. Toutefois, ce n'est qu'à 40 ans qu'il a l'occasion de diriger pour la première fois une pièce de théâtre, Journey's End. La pièce rencontre un tel succès qu'on lui propose de la monter à Broadway. New York accueille la pièce avec triomphe, un succès qui va bientôt le conduire à Hollywood. Abandonnant le cinéma muet, les studios californiens se tournent vers le théâtre pour trouver les dialoguistes des nouveaux films parlants. James Whale est donc engagé par la Paramount. À la suite du succès de Dracula, le studio Universal charge Robert Florey de tirer un scénario du roman de Mary Shelley, Frankenstein ou le Prométhée moderne. Mais les séquences ne plaisent pas à la firme et elle décide de changer l'équipe : ce sera James Whale pour la réalisation.
Atteint d’une grave maladie, il met fin à ses jours, le 29 mai 1957 à l'âge de soixante-sept ans, en se noyant dans la piscine de sa villa de Los Angeles. Il a été inhumé au cimetière du Forest Lawn Memorial Park, à Glendale en Californie (États-Unis).
James Whale était ouvertement homosexuel.

### Adaptation biographique
Sa vie, à peine romancée, a été illustrée en 1998 par le film Ni Dieux ni Démons (Gods and Monsters) écrit et réalisé par Bill Condon d'après une biographie Le Père de Frankenstein (Father of Frankenstein, 1995) de Christopher Bram, avec Ian McKellen dans le rôle du réalisateur et Brendan Fraser, dans celui du jardinier Clayton Boone qu'il avait embauché et dont il tomba amoureux. Ce film a reçu plusieurs dizaines de prix, dont le Prix de la critique internationale du Festival de Deauville en 1998 et l'Oscar du meilleur scénario adapté en 1999.

## Carrière
Il s'est fait connaître au cinéma en 1930, en réalisant l'adaptation d'une pièce de théâtre célèbre : La Fin du voyage. Cette même année, Howard Hughes l'embaucha pour l'aider dans la réalisation de son film Les Anges de l'enfer. On lui attribue la réalisation de la plupart des séquences parlantes.

## Distinctions
À la Prima Esposizione Internazionale d'Arte Cinematografica, The Invisible Man fut récompensé d'une Recommandation spéciale en 1934 et Show Boat d'une Coupe Mussolini en 1936.

## Filmographie
- 1930 : La Fin du voyage (Journey's End)
- 1930 : Les Anges de l'enfer (Hell's Angels) d'Howard Hughes et Edmund Goulding, non crédité
- 1931 : Waterloo Bridge
- 1931 : Frankenstein
- 1932 : Impatient Maiden
- 1932 : Une soirée étrange (The Old Dark House)
- 1933 : Le Baiser devant le miroir  (The Kiss Before the Mirror)
- 1933 : L'Homme invisible (The Invisible Man)
- 1933 : Court-circuit  (By Candlelight)
- 1934 : One More River
- 1935 : La Fiancée de Frankenstein (Bride of Frankenstein)
- 1935 : Cocktails et Homicides (Remember Last Night?)
- 1936 : Show Boat
- 1937 : Après (The Road Back)
- 1937 : Le Grand Garrick (The Great Garrick)
- 1938 : Port of Seven Seas
- 1938 : Malfaiteurs au paradis (Sinners in Paradise)
- 1938 : Femmes délaissées  (Wives Under Suspicion)
- 1939 : L'Homme au masque de fer (The Man in the Iron Mask)
- 1940 : L'Enfer vert (Green Hell)
- 1941 : They Dare Not Love